# Кус
Кус (на английски: Coos) са група от няколко северноамерикански индиански племена, които през 18 и 19 век живеят по крайбрежието на Орегон в района на залива Кус и говорят близки диалекти на един език. В началото на 21 век техните потомци са част от федерално признатите Обединени племена на резервата Силец, Обединените племена на Кус, Долни Умпкуа и Суислау на Орегон и Кокуил индианското племе. През 1990-те години техният общ брой е 526 души.

## Кусански народи
- Ханис – първоначално живеят около устието на река Кус. През 1805 г., когато ги посещават Мериуедър Луис и Уилям Кларк, наброяват около 1500 души.
- Миллук – на устието на река Кокуил. По-известни са под името Долни кокуил. Етнически близки с ханис, често двете племена са възприемани като едно племе, наричано общо кус. През 1780 г. двете племена наброяват над 2000 души. През 1937 г. от тях остават едва 55.
- Суислау – първоначално живеят около река Суислау в 23 села. През 1910 г. от тях са преброени само 7 души.
- Куитш – в долното течение на река Умпкуа в 21 села. Известни са повече като Долни умпкуа. Техният език е диалект на езика суислау и обикновено куитш са класифицирани като част от това племе. Най-характерна тяхна особеност е носенето на накити на носа и ритуалното сплескване на главата на малките деца, което се счита за особено красиво.[1]

## Език
Езикът кус образува малкото Кусанско езиково семейство към Пенутийските езици на Орегон. Езиците на ханис и миллук са почти идентични, разделени на северен и южен диалект и образуват единия клон на езиковото семейство. Езикът суислау е по-различен и е класифициран като отделен клон на семейството. Езикът куитш е диалект на езика суислау.

## Култура
Кусанските народи са типични представители на културата на Северозападното крайбрежие. Като останалите хора по Северозападното крайбрежие и те се прехранват главно от морето. Традиционната храна е рибата и по-специално сьомгата. Други важни хранителни ресурси са мидите, различни морски бозайници, елени, лосове, различни диви плодове, корени камас и други растителни храни. Отглеждат и по малко тютюн, който е използван при церемонии и важни събития. През зимата хората живеят близо до Океана в постоянни села от характерните за региона големи дървени къщи от кедрови дъски и трупи, вкопани частично в земята. Понякога при суислау две или три къщи са свързани една с друга. В един такъв дом обикновено живеят по 2 – 3 роднински семейства, които са свързани помежду си по бащина линия. Постоянното зимно село е и основна политическа единица като всяко си има свой вожд и помощник-вождове. Неформален съвет на богатите мъже и жени са съветници на главния вожд. Работата на главния вожд е да решава спорове, да контролира общата работа и да следи за прехраната на всички. Той и семейството му не участват в работата на племето. За тяхната прехрана се грижи цялото село, без някой да недоволства. Обществото им е разделено на 4 социални класи: вождовете и заможните семейства, средната класа, бедните хора и робите. През лятото хората се местят във вътрешността, където изграждат временни лагери от сламени колиби, за да ловуват и да събират диви храни.

## История
Кусанските племена за първи път се срещат с европейците през 1792 г. До 1850 г. обаче срещите с тях са доста редки, с изключение на нападение от страна на куитш над експедицията на Джедидая Смит през 1828 г. Срещите и напрежението се увеличават след 1850 г., когато се засилва емигрантският поток в района. След Войната Руж Ривър през 1856 г., в която само миллук взимат участие, племената са събрани в долната част на река Умпкуа, където впоследствие правителството създава резерватите Силец и Алси за тях. През 1860 г. всички са преместени в резервата Силец. През 1875 г. резерватът Алси е затворен, но много от индианците живеещи там отказват да го напуснат. Някои се присъединяват към роднините си в резервата Силец, а други се връщат в старата си родина, където по-късно получават малък резерват. През 1916 г. населението на резервата се реорганизира официално като Обединените племена кус, долни умпкуа и суислау.